# Prikas

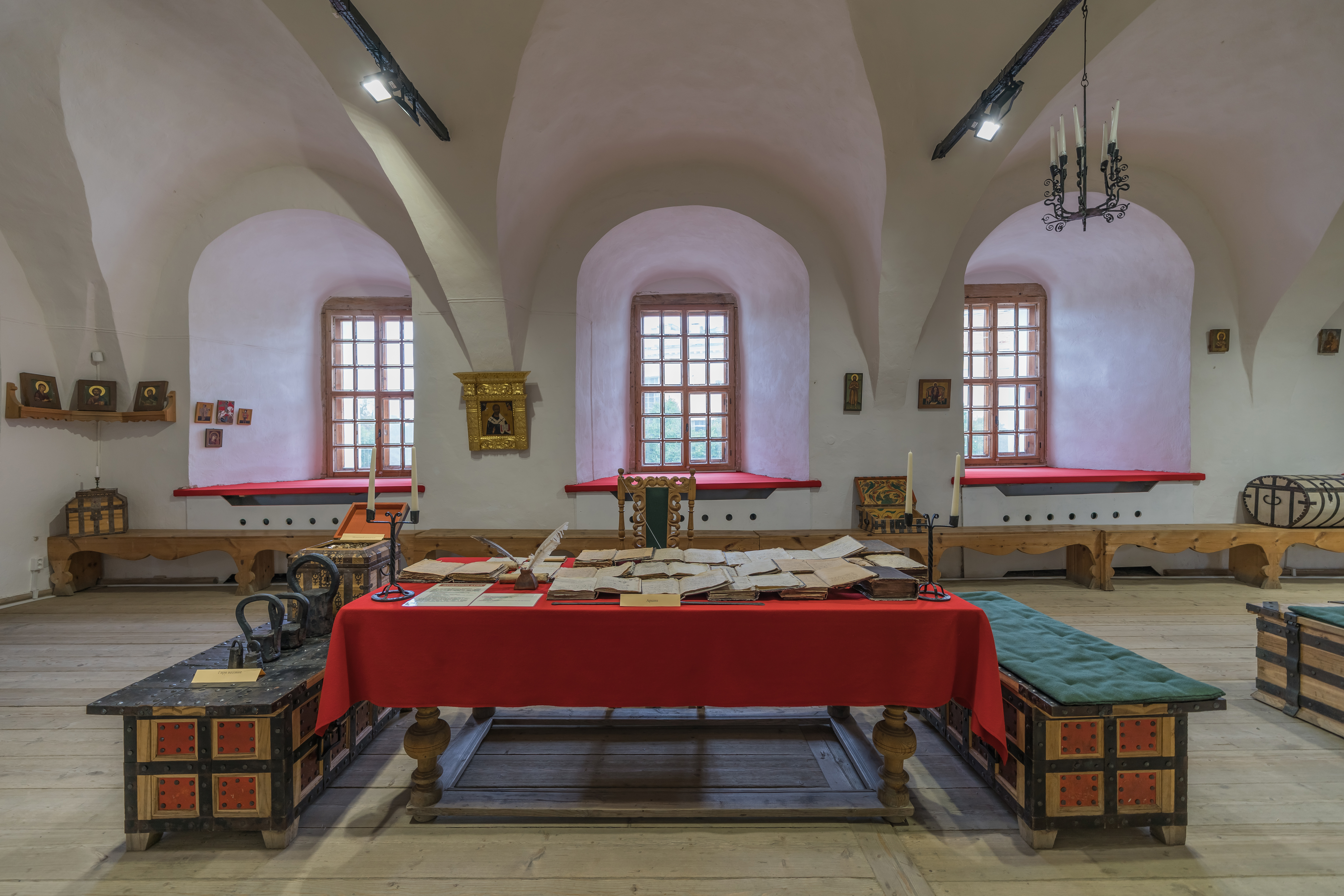
Nachbau eines Prikas-Tisches des 17. Jahrhunderts in Pskow

Ein Prikas (russisch приказ) ist das russische Wort für „Befehl“ bzw. „Auftrag“ oder „anbefohlenes Amt“, das vom Zaren an einzelne Würdenträger gegeben wurde.

## Zarenreich
Um diesen Auftrag durchzuführen, mussten die Würdenträger Mitarbeiter heranziehen; bei sich wiederholenden Aufgaben entstand eine Art Behörde, auf welche die Bezeichnung Prikas übertragen wurde. Diese Prikase waren mit sehr unterschiedlichen Aufgaben betraut, wobei ihre Bedeutung von der Stellung des Leiters im Verhältnis zum Zaren bestimmt war. Eine klare Abgrenzung der Aufgabenbereiche der einzelnen Prikase gab es nicht. Jeder Prikas hatte eigene Einnahmen und Ausgaben, eigene Gerichtsbarkeit über seine Mitarbeiter und über die ihm unterstellte Bevölkerung. Viele Prikase bestanden nur für kurze Zeit, andere wurden zu ständigen Einrichtungen. Zeitweilig bestanden bis zu sechzig Prikase, die direkt dem Zaren unterstellt waren.

## Sowjetunion
Daneben stand der Begriff für einen Tagesbefehl des Zaren, in der Sowjetunion zunächst für einen Befehl der obersten Führung an die Rote Armee, später allgemein für einen Verwaltungsakt. Berühmt wurde der per Radio übertragene Prikas Stalins vom 8. Mai 1945 über das Ende des Krieges und die bedingungslose Kapitulation des Deutschen Reiches.